# Sofia de Veyra

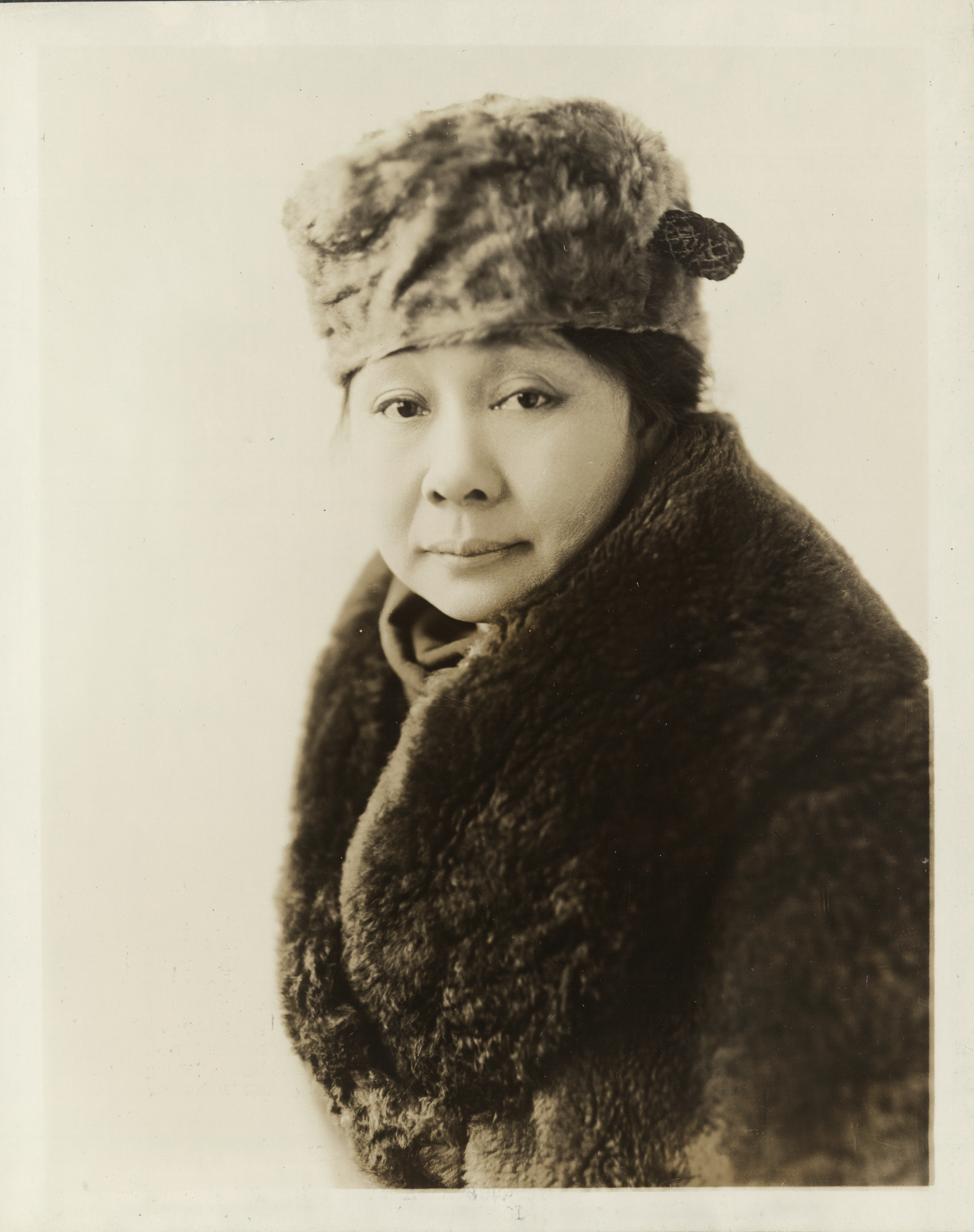
Sofia Reyes de Veyra, 1928

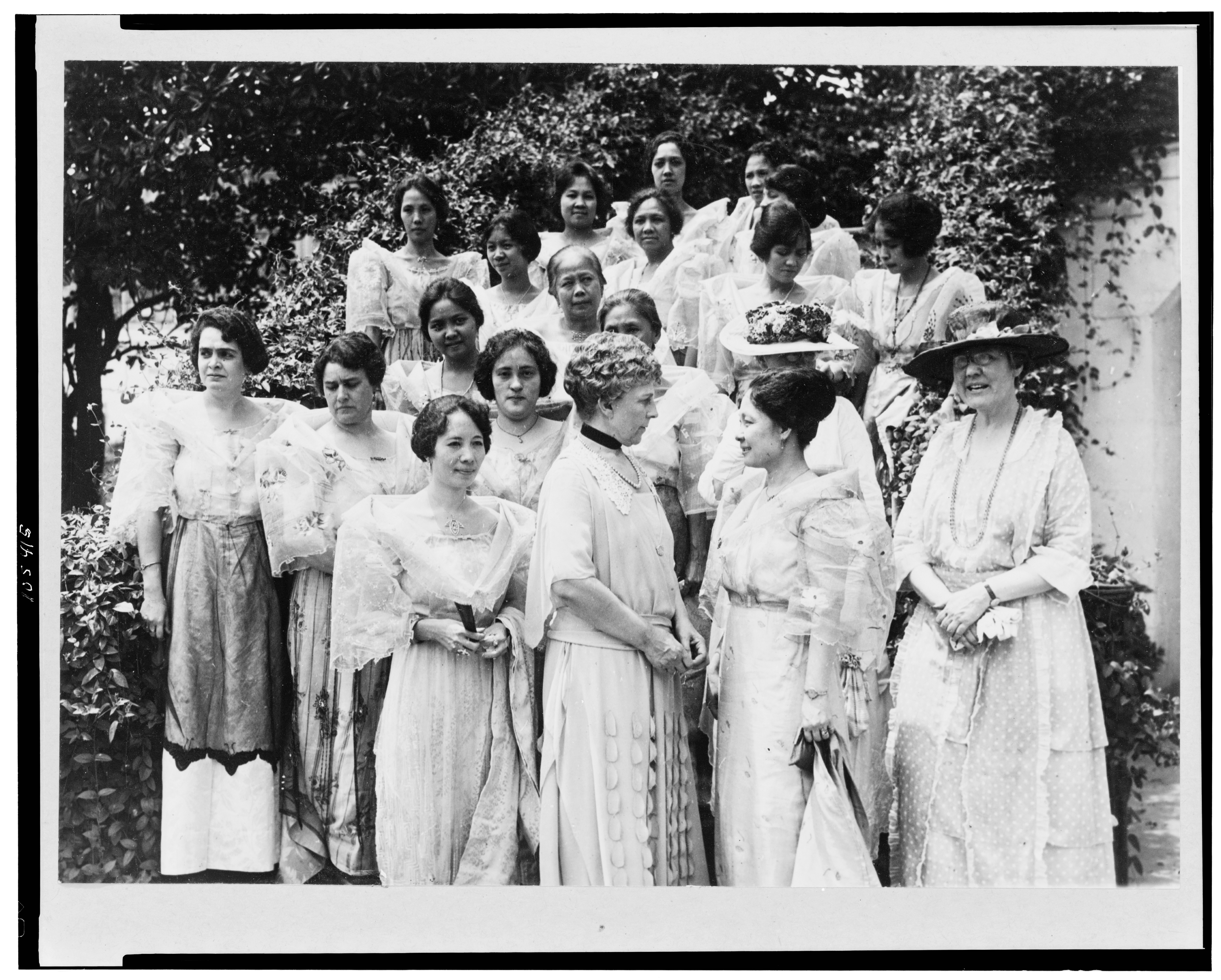
Sofia de Veyra (vorne, zweite von rechts) und Ehefrauen der zweiten philippinischen parlamentarischen Mission werden im Weißen Haus von First Lady Florence Harding empfangen.

Sofia Reyes de Veyra in einer Veröffentlichung von 1919

Sofia Tiaozon Reyes de Veyra (* 30. September 1876 in Arevalo, Iloilo City, Philippinen; † 1. Januar 1953 in Pagadian, Philippinen) war eine philippinische Frauenrechtlerin, Lehrerin und Schulgründerin. Sie war eine Organisatorin der ersten philippinischen Krankenpflegeschulen und war von 1913 bis 1936 Präsidentin der National Federation of Women’s Clubs.

## Leben und Werk
De Veyra wurde als Sofia Tiaozon Reyes als Tochter von Eulalia Tiaozon und Santiago Reyes geboren. In den 1890er Jahren besuchte sie eine Privatschule in Iloilo, die von der Familie des Obersten Richters des Obersten Gerichtshofs der Philippinen, Ramón Avanceña, geleitet wurde. Sie arbeitete als Assistentin an der Schule, um ihre Studiengebühren, Unterkunft und Verpflegung zu bezahlen. Sie studierte im letzten Jahrzehnt der spanischen Herrschaft auf den Philippinen in Kastilisch und nach dem Philippinisch-Amerikanischen Krieg wurde sie von einem amerikanischen Lehrer unterrichtet.

## Asociacion Feminista Filipina

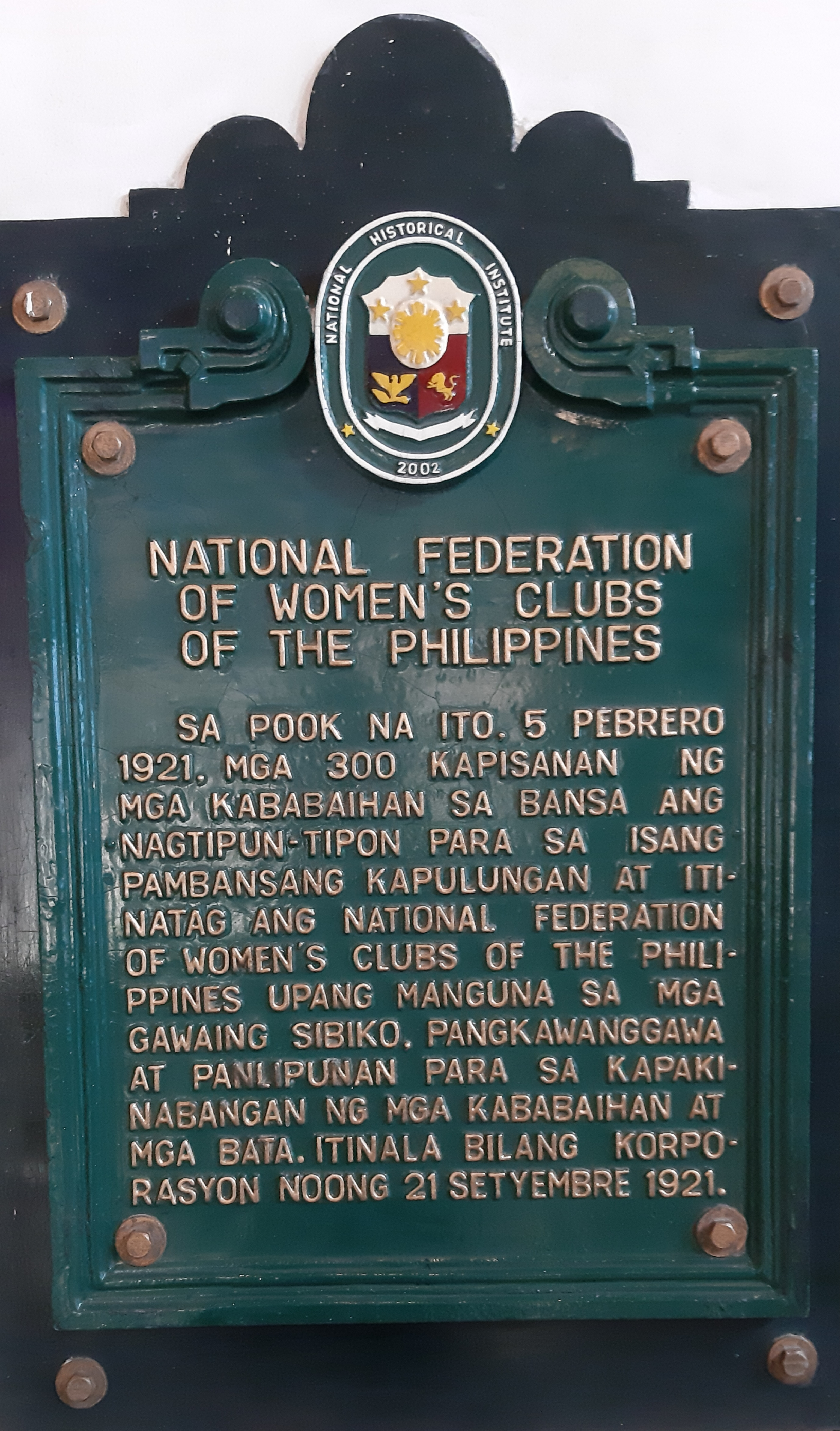
Historischer Marker der National Federation of Women’s Clubs der Philippinen

1905 gründete sie mit der Amerikanerin Mary E. Coleman die Asociacion Feminista Filipina, den ersten Frauenclub auf den Philippinen, und markierte den Beginn der feministischen Bewegung im Land. Die Vereinigung setzte sich ein für die Trennung von weiblichen und männlichen Häftlingen in den Bilibid-Gefängnissen, was schließlich zur Einrichtung des Justizvollzugsinstituts für Frauen führte. Weiterhin setzte sich die Vereinigung ein für die Einstellung von weiblichen Polizeimatronen für die weiblichen Häftlinge, die Gründung von Kindertagesstätten für berufstätige Mütter und die Rechtshilfe für indigene Frauen. De Veyra half später bei der Konsolidierung aller Frauenclubs und -verbände auf den Philippinen. Am 5. Februar 1921 gründeten 300 Frauenverbände die National Federation of Women’s Clubs of the Philippines.
De Veyra sprach drei Sprachen und war eine der ersten philippinischen Lehrerinnen, die in Saravia Englisch unterrichteten. 1906 wurde sie Assistent Dean of Women an der Philippine Normal University. Sie organisierte das Normal Hall Dormitory der Universität, das die ersten philippinischen Krankenpflegestudenten ausbildete und junge philippinische Frauen aus dem ganzen Land rekrutierte. 1907 gründete sie zusammen mit der Amerikanerin Mary E. Coleman eine Krankenpflegeschule in Iloilo City.

## Aktivitäten in den USA
1907 heiratete de Veyra Jaime Carlos de Veyra, mit dem sie vier Kinder bekam. Ihr Sohn Manuel E. de Veyra war ein Arzt während des Zweiten Weltkrieges und ihr Sohn Jesus de Veyra war von 1976 bis 1981 Richter und Dekan der Ateneo Law School. 1917 zog sie für sechs Jahre mit ihrem Ehemann in das Stadtviertel Chevy Chase in Washington, D.C. Ihr Ehemann war zu dieser Zeit der Resident Commissioner, der die Philippinen vertrat. Sie und ihr Mann waren Mitglieder der Konvention der National American Woman Suffrage Association (NAWSA) von 1917 in Washington, D. C. Während ihres Aufenthalts in Amerika trat sie in das Rote Kreuz ein, arbeitete als persönliche Sekretärin ihres Mannes und war in Frauenclubs aktiv. Sie fungierte als Kulturbotschafterin der Philippinen und reiste durch die Vereinigten Staaten, um Vorträge über die philippinische Kultur zu halten. Sie war die philippinische Delegierte bei mehreren Frauenkongressen, 1921 auf dem Konvent der National Woman’s Party in Washington, D.C., 1922 auf der Pan-Am Conference of Women in Baltimore und 1928 auf der Pan Pacific Convention of Women in Honolulu. Sie schrieb Essays, die in Zeitungen in den Vereinigten Staaten veröffentlicht wurden. Sie traf sich mit der First Lady Florence Harding und erhielt eine Anerkennungsurkunde vom Amerikanischen Roten Kreuz für ihre Verdienste während des Ersten Weltkriegs. Während sie in den USA lebte, erwarb sie in einem Fernkurs ein Zertifikat in Kochen, Schneidern und anderen Haushaltstätigkeiten des Women’s Institute of Domestic Arts and Sciences in Scranton (Pennsylvania).

## Aktivitäten auf den Philippinen
Nach ihrer Rückkehr auf die Philippinen 1925 setzte sie diese neu erworbenen Kenntnisse ein und wurde Dekanin der Abteilung für Hauswirtschaft der Centro Escolar University. Sie war Co-Autorin des Kochbuchs Everyday Cookery for the Home, das sowohl auf Englisch als auch auf Spanisch veröffentlicht wurde.
Sie gründete den Manila Women’s Club und wurde Präsidentin der National Federation of Women’s Clubs. Dieser Verband stand an vorderster Front der Kampagne, Frauen das Wahlrecht und andere Rechte zu geben. Sie war weiterhin in Frauenclubs aktiv und förderte Frauenthemen. Sie setzte sich für eine angemessene Versorgung psychisch kranker, unverheirateter Mütter, Leprakranker und anderer marginalisierter Mitglieder der Gesellschaft ein. Die hohe Kindersterblichkeit des Landes veranlasste de Veyra, den Verein La Proteccion de la Infancia zu gründen.
Von 1923 bis 1949 war sie Mitglied des Leitungsgremiums des Philippinischen Roten Kreuzes. Sie wurde Vizepräsidentin des Katholischen Frauenbundes. Von 1929 bis zu ihrem Tod war sie Vizepräsidentin der Centro Escolar University. Von 1923 bis 1949 war sie auch Mitglied des Prüfungsausschusses für bewegte Bilder und des Bewährungs- und Begnadigungsausschusses. 1951 wurde sie von Präsident Elpidio Quirino  für ihren herausragenden Beitrag für soziale Belange ausgezeichnet.
De Veyra starb 1953 im Alter von 77 Jahren.